# Municipio de Tamworth
El municipio de Tamworth (en inglés: Tamworth Township) es un municipio ubicado en el condado de Faulk en el estado estadounidense de Dakota del Sur. En el año 2010 tenía una población de 84 habitantes y una densidad poblacional de 0,93 personas por km².

## Geografía
El municipio de Tamworth se encuentra ubicado en las coordenadas 45°1′14″N 99°9′18″O / 45.02056, -99.15500. Según la Oficina del Censo de los Estados Unidos, el municipio tiene una superficie total de 90.77 km², de la cual 89,81 km² corresponden a tierra firme y (1,06 %) 0,96 km² es agua.

## Demografía
Según el censo de 2010, había 84 personas residiendo en el municipio de Tamworth. La densidad de población era de 0,93 hab./km². De los 84 habitantes, el municipio de Tamworth estaba compuesto por el 100 % blancos. Del total de la población el 0 % eran hispanos o latinos de cualquier raza.